# Caripeta angustiorata
Caripeta angustiorata là một loài bướm đêm trong họ Geometridae.